# João Affonso
João Affonso do Nascimento, também conhecido pelo pseudônimo Joafnas (São Luís, 14 de Abril de 1855 - Belém, 17 de Maio de 1924) foi um jornalista, escritor, desenhista, caricaturista, crítico de arte, teatrólogo, tradutor e historiador brasileiro, autor do primeiro livro de história da moda editado e ilustrado no país, Três Séculos de Modas (1923).

## Biografia
João Affonso nasceu em 14 de abril de 1855. No Maranhão,  iniciou sua carreira na imprensa ao lado dos irmãos Arthur Azevedo e Aluísio Azevedo, amigos do Liceu Maranhense onde estudou. Sua primeira produção foi no periódico O Domingo (1873) e como tradutor e desenhista no Jornal Para Todos (1877-1879) e foi responsável pelas revistas A Flecha (1879-1880) e O Malho (1880), além de colaborar com o surgimento do jornal A Pacotilha (1880), ao mesmo tempo que possuiu carreira como despachante geral da Alfândega local.
Casou-se em 1878 com Maria Germiniana de Sousa e com ela mudou-se para Belém em 1881, onde se tornou guarda-livros na Companhia de Águas do Gram-Pará. Na cidade, publicou o conto A Viúva na Revista Amazônica (1883) e produziu integralmente a revista ilustrada A Vida Paraense (1883-1884).
Em 1885, muda-se com sua família para Manaus, durante o desenvolvimento da região no ciclo econômico da borracha, conhecido como belle époque, tornando-se em 1894 sócio da firma A. Berneaud e Cia., que lhe levou a usufruir de riquezas para viver em Paris durante o período entre 1900 e 1904. Após seu retorno para a capital do Pará, tornou-se funcionário da empresa Port of Pará e fixou uma produção escrita em colunas sobre os mais variados assuntos entre 1901 e 1916 no diário Folha do Norte, com os pseudônimos de Joafnas e Pimentão. 
Possuindo uma carreira reconhecida em Belém e outras capitais participou, por exemplo, da comissão julgadora do Salão de Pintura do Theatro do Paz de 1911, assim como tornou-se membro da Academia Paraense de Letras em 1913. 
Em 1915 compôs a comissão coordenada pelo pintor Theodoro Braga para as comemorações do tricentenário de Belém, que o envolveu com a realização do estudo sobre o vestuário do período de 1616 à 1916, apresentado como exposição artística na Associação Comercial de Imprensa em maio de 1917, contendo 56 ilustrações feitas pelo autor em técnicas como aquarela e nanquim, posteriormente lançado como livro, intitulado Três Séculos de Modas, em 1923, contendo 128 páginas e a reprodução das mesmas ilustrações expostas anteriormente. 
Em 1919, ainda atuou como colaborador na revista A Semana: Revista Illustrada, publicada em Belém, escrevendo crônicas e ilustrando colunas, títulos e capas, e durante o período de 1914 a 1918 apresentou em Belém e Manaus peças teatrais como o drama pastoril Natividade (1914), com texto próprio e música de Manoel Paiva, além de adaptações. Em 1923, João Affonso recebe homenagem ganhando uma rua com seu nome no Rio de Janeiro, no bairro do Humaitá, pela sua atuação na luta abolicionista ao longo de sua carreira. Seu falecimento aconteceu em 17 de maio de 1924.

## Principais Obras

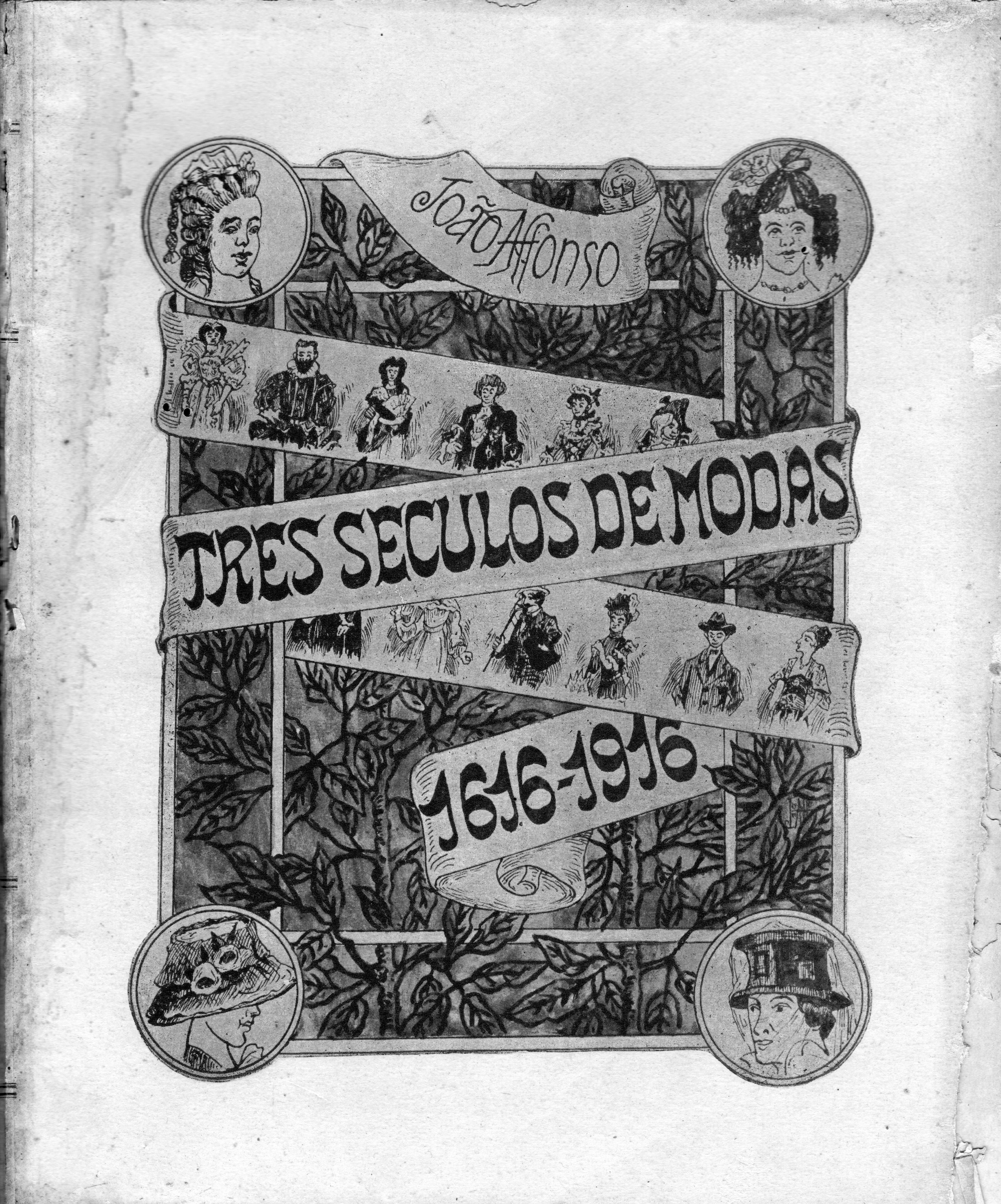
Capa do livro Três Séculos de Modas (1923)

#### Livro
- Três Séculos de Modas (1923) - 1a edição[1]
- 2a edição: 1976[17] / 3a edição: 2014[18]

#### Revistas
- A Flecha (São Luís, 1879-1880)[6]
- O Malho (São Luís, 1880-1881)[7]
- A Vida Paraense (Belém, 1883-1884)[10]

#### Romances e Contos
- Romance Laurentina, publicado na revista A Flecha (1880) sob o pseudônimo Vaz Ilha[19]
- Conto A Viúva, publicado na Revista Amazônica (1883)[9]
- Conto O primeiro pecado de Alcibíades, publicado no Norte do Brasil (c.1885-1995)[20]

Peças de Teatro
- Natividade (1914)
- Festas, Annos-Bons e Reis (1915)
- A Filho de Pilatos ou A Vida de Christo, adaptação de texto original de René Fauchois (1918).

## Contribuições
João Affonso do Nascimento tornou-se uma figura reconhecida pela sua crítica social em textos e ilustrações, em especial por meio das caricaturas. Seu tralho ficará reconhecido no Maranhão pela representação do cotidiano, das festividades e dos tipos locais em seus desenhos. A geração de João Affonso foi influenciada pelas idéias que estavam por trás da corrente do Realismo e do Naturalismo na literatura e nas artes. Em um sentido amplo, havia uma reação aos padrões do Brasil durante o Império, e buscava-se criticar esses modelos através de uma literatura e desenhos publicados no imprensa onde escravidão, classes sociais, questões políticas e religiosas estavam em pauta. 
Como ilustrador, criando desenhos em litografia, seus registros visuais deixaram evidências sobre a cultura e modos de vestir que transitavam pelas ruas de São Luís e posteriormente Belém. As ruas, o carnaval, as procissões religiosas e o teatro foram os principais temas explorados.

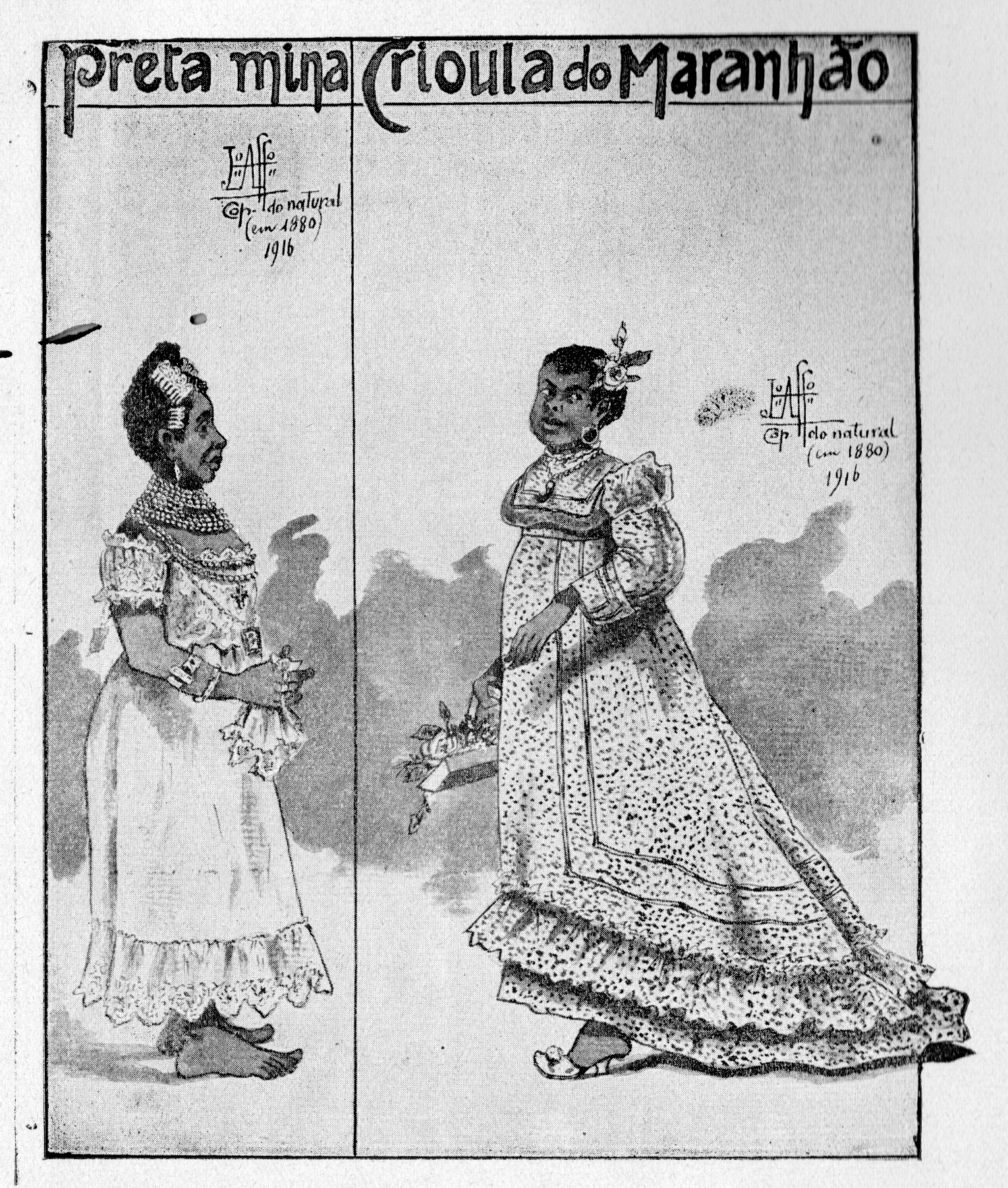
Ilustração "Preta Mina e Crioula do Maranhão", do livro Três Séculos de Modas (1923), desenhada por João Affonso do Nascimento

Como escritor, sua principal contribuição se dá na imprensa periódica, atuando em mais de uma dezena de publicações, sendo três delas criadas e produzidas inteiramente pelo autor em seu início de carreira. Ele traduziu diversos contos ao longo de sua carreira como dos autores Alfred de Musset, Gustave Flaubert e Émile Zola, além de publicar contos de sua autoria, dentro de um estilo que mantém proximidade com seus contemporâneos como Aluísio Azevedo, autor da renomada obra O Mulato (1881). Em seus textos jornalísticos publicados periodicamente na Folha do Norte entre 1901 e 1916, abordou desde assuntos do dia-a-dia das capitais onde passou até estudos históricos apurados, em especial textos de crítica de arte que tornarão Joafnas (como ele assinava os textos) respeitado no campo, como no exemplo de "Os que nos honram longe da pátria" (1908), sobre os artistas brasileiros que residiam no exterior, como foi o caso de Julieta de França.  Também publicou textos como correspondente para publicações como A Pacotilha, no Maranhão, O Diário de Pernambuco, em Recife e A Tribuna, em São Paulo. Suas crônicas e também respectivamente seus desenhos, servem até hoje de documento para estudos de história do Brasil, história do vestuário e história da arte e da caricatura, entre outros.
O livro Três Séculos de Modas é considerado o primeiro do gênero de história do vestuário a ser editada por um brasileiro. Ele é considerado um retrato do período da belle époque nas capitais da Amazônia, por traduzir os anseios da elite em relação aos hábitos europeus. A obra possui a riqueza visual das 56 ilustrações produzidas pelo próprio autor, muitas descrições detalhadas de trajes e referências a obras de arte, textos literários e teatrais, em tom bem humorado e informativo, que demonstram seu extenso conhecimento adquirido ao longo da carreira. O ineditismo também ficou no registro visual de três personagens populares considerados atualmente documentos históricos sobre populações menos representadas historicamente: A Mulata Paraense, a Crioula do Maranhão e a Preta Mina.

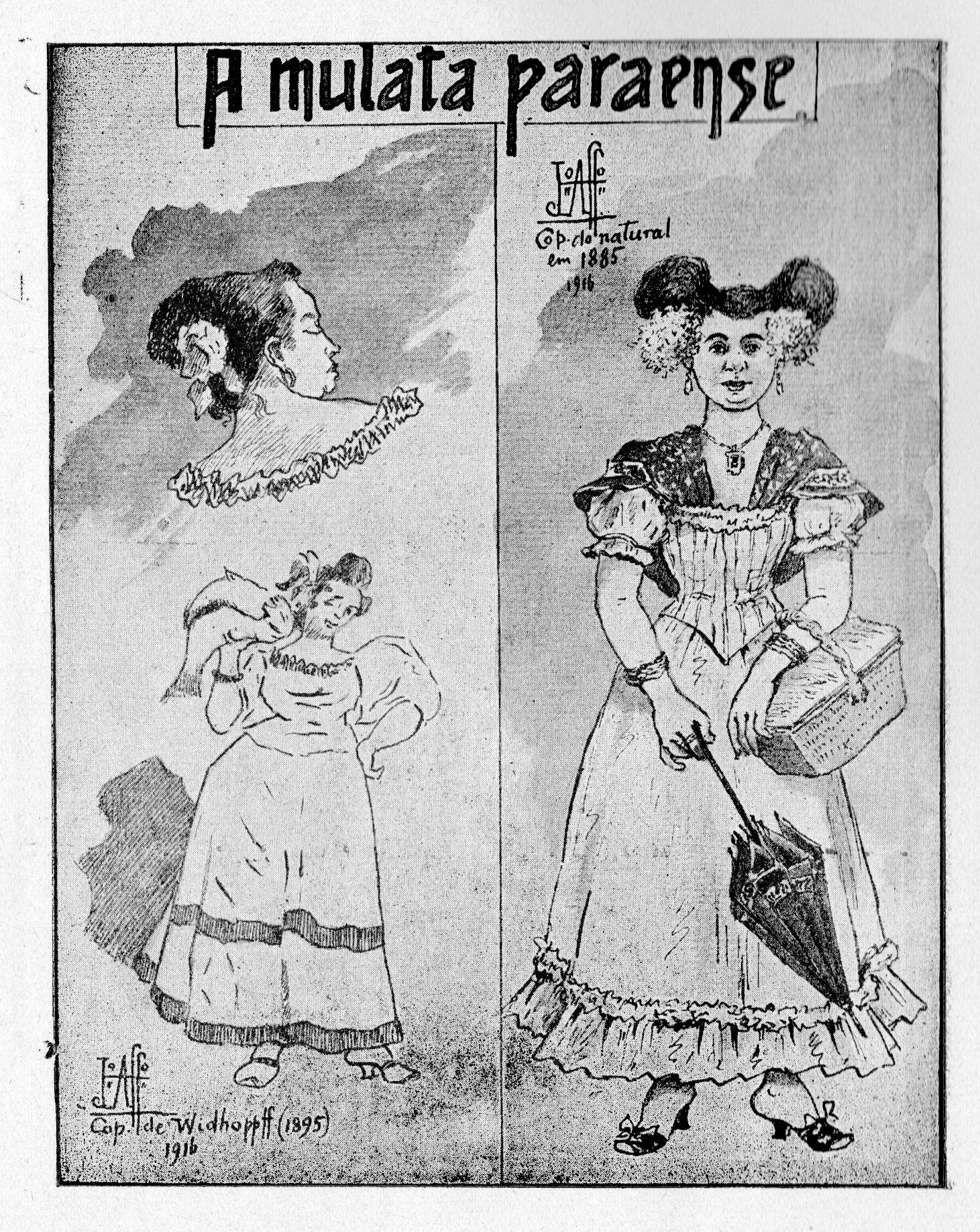
Ilustração "A mulata paraense", do livro Três Séculos de Modas (1923), desenhada por João Affonso do Nascimento